# Denny Vargas
Denny Vargas (nacida en Puerto Plata, el 12 de agosto de 1990) es una futbolista profesional dominicana, se desempeña en el terreno de juego como defensa y en la actualidad se encuentra en estado de agente libre.

## Trayectoria

### Estudiantes de Guárico FC
Denny Vargas es la primera futbolista dominicana en jugar a nivel profesional, firmando contrato en el año 2016 con el mejor equipo del fútbol femenino profesional de Venezuela, el Estudiantes de Guárico FC, disputando el torneo apertura. En esa misma temporada el equipo venezolano quedaría subcampeón de América en la Copa Libertadores de América Femenina.

## Clubes
| Club                      | País                 | Año               |
| ------------------------- | -------------------- | ----------------- |
| Club Barcelona Atlético   | República Dominicana | 2008 - 2015       |
| Estudiantes de Guárico FC | Venezuela            | 2016 - (Apertura) |
| La Equidad                | Colombia             | 2017 - 2018       |
| Deportivo Claret          | República Dominicana | 2019 - 2020       |

## Selección nacional
Ha sido internacional absoluta con la selección femenina de República Dominicana en 35 ocasiones y tiene 5 goles en total.

## Competiciones
| Competición                                     | PJ | Goles |
| ----------------------------------------------- | -- | ----- |
| Superliga femenina de fútbol de Venezuela       | 3  | 0     |
| Liga Profesional Femenina de Fútbol de Colombia | 5  | 0     |
| Liga Mayor Femenina                             | 45 | 10    |
| Copa Libertadores de América Femenina           | 0  | 0     |
| Selección Nacional                              | 35 | 5     |
| Total de Carrera                                | 88 | 15    |